# 563-тя гренадерська дивізія (Третій Рейх)
563-тя гренадерська дивізія (Третій Рейх) (нім. 563. Grenadier-Division) — гренадерська піхотна дивізія Вермахту, що входила до складу німецьких сухопутних військ за часів Другої світової війни.

## Історія
563-тя гренадерська дивізія сформована 17 серпня 1944 року під час 30-ї хвилі формування вермахту на території навчального центру «Деберіц» III військового округу шляхом перейменування гренадерської навчальної дивізії, яка призначалася для виконання завдання за планом операції «Танне Ост» для окупації островів у Фінській затоці. Через військові події у Фінляндії операцію було скасовано.
Натомість транспорт, який вже був у морі, з військами дивізії повернувся назад до Ревеля. Дивізія була направлена до групи армій «Північ» на Східному фронті і у складі армійської групи «Нарва» брала участь в битві за Нарву. З середини вересня вела ар'єргардні бої між озерами Виртсьярв і Чудським озером та на Ризькому плацдармі. Після залишення Риги дивізія була передислокована в район Вайноде. Воювала на південь від Скрунди і в районі Кадзданге. Частина дивізії потрапила в радянський полон під Лієпаєю.
9 жовтня 1944 року на її основі була створена 563-тя фольксгренадерська дивізія, яка билася на Курляндському півострові.

## Райони бойових дій
- Естонія, Латвія (серпень — жовтень 1944).

## Командування

### Командири
- генерал-майор Фердінанд Брул (нім. Ferdinand Brühl) (17 серпня — 9 жовтня 1944)

### Підпорядкованість
| Час      | Корпус     | Армія         | Група армій (округ)  | Штаб  |
| -------- | ---------- | ------------- | -------------------- | ----- |
| 1944     |            |               |                      |       |
| серпень  | II ак      | АГр «Нарва»   | Група армій «Північ» | Тарту |
| вересень | XXXVIII ак | АГр «Грассер» | Група армій «Північ» | Рига  |

### Склад
| 1944                                                 |
| ---------------------------------------------------- |
| 1147-й гренадерський полк                            |
| 1147-й гренадерський полк                            |
| 1149-й гренадерський полк                            |
| 1563-й артилерійський полк                           |
| 1563-й самохідний артилерійський дивізіон Штурмгешуц |
| 1563-й інженерний батальйон                          |
| 563-тя фузілерна рота                                |
| 1563-тя зенітна рота                                 |
| 1563-тє дивізійне управління забезпечення            |
| 1563-тя моторизована рота зв'язку                    |
| 563-тя дивізійна школа бойової підготовки            |
| дивізійна моторизована ремонтна рота                 |
| 1563-тя моторизована ветеринарна рота                |